# Prekomorske brigade Narodnooslobodilačke vojske
Prekomorske brigade Narodnooslobodilačke vojske Jugoslavije (tal. Brigate d'oltremare dell'Esercito popolare di liberazione della Jugoslavia), naziv za pet brigada formiranih u listopadu 1943., tj. nakon kapitulacije Italije, s ukupno oko 8 000 boraca, Slovenaca i Hrvata iz Slovenskoga primorja i Istre, političkih zatočenika u logorima i zatvorenika u Italiji ili onih mobiliziranih u talijansku vojsku.
Prekomorske brigade NOV-a formirane su u Apuliji u listopadu 1943. godine. Poslije su osnovane i druge prekomorske jedinice NOV-a. Pri kraju rata imale su ukupno 26 000 pripadnika, a više od 22 000 činili su Istrani i Primorci. U talijanskom gradu Bariju djelovala je prijamna baza, a Vrhovno zapovjedništvo NOVJ uspjelo je u prekomorske brigade, koje su bile pod njezinom komandom, uključiti bivše pripadnike talijanske i njemačke vojske, internirce, pripadnike Specijalnih bataljuna (tal. Battaglioni speciali) i jugoslavenske prebjege Saveznicima (u sjevernoj Africi i dr.) koji su se željeli priključiti NOV-u. Pristupanje prekomorskim brigadama nije među dragovoljcima bilo po ideološkom načelu, već po socijalnom porijeklu. Među prije navedenim pristupnicima bilo je oko 1 800 Talijana i 450 antifašista iz drugih država.
Prekomorci su bili većina u novim, tehnički zahtjevnijim postrojbama NOVJ (topništvo, zrakoplovstvo, mornarica). Od pet formiranih brigada, Prva i Druga prekomorska brigada ratovale su širom Jugoslavije, Treća je bila dio VIII. korpusa i IV. armije u djelovanju prema Trstu, Četvrta je u Monopoliju bila zadužena za logistiku, Peta je sudjelovala u oslobađanju istočne Slovenije i Ljubljane.
Od listopada 1943. godine do kraja rata u svibnju 1945. godine prekomorske su brigade sudjelovale u 120 borbenih operacija. U ratu je poginulo ukupno 3 200 boraca dok je ranjenih bilo više od 7 000. Osim borbenog djelovanja, u njihovim je jedinicima pokrenuto mnogo kulturnih djelatnosti, pa su organizirana i 22 pjevačka zbora.
Cesta prekomorskih brigada u Puli koja prati trasu stare pulske obilaznice nazvana je u čast prekomorskih brigada NOV-a.